# Seno carotideo

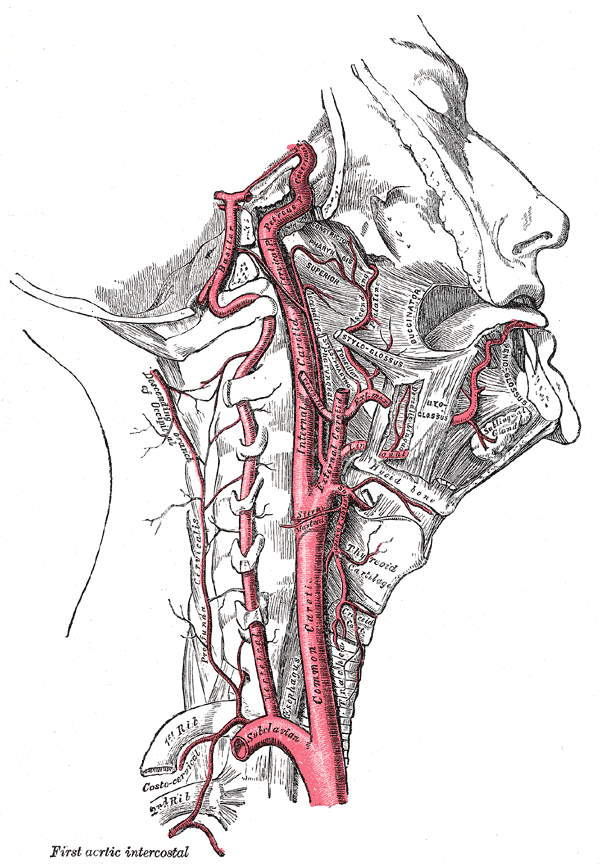
Il Seno carotideo

Il seno carotideo è una dilatazione dell'arteria carotide interna alla sua origine, alla biforcazione dell'arteria carotide comune.
Il seno carotideo viene coinvolto nel meccanismo di regolazione a breve termine della pressione sanguigna. Nel caso di un aumento di pressione ematica le pareti delle arterie subiscono uno stiramento, il quale provoca una stimolazione dei barocettori presenti sia nel seno carotideo che nell'arco aortico. In seguito a questa stimolazione avviene un aumento degli impulsi nervosi nel nervo glossofaringeo diretti al cervello che vanno ad attivare il sistema nervoso parasimpatico tramite l'efferenza riflessa nel nervo vago.
Quest'ultimo provvederà ad aumentare il rilascio di acetilcolina che diminuirà l'attività del sistema nervoso simpatico.
Tutto questo porterà una riduzione della frequenza cardiaca (con conseguente riduzione della gittata cardiaca) e vasodilatazione con diminuzione della pressione sanguigna.
Tutto ciò può avvenire nel giro di pochi secondi o pochi minuti.
Alcuni studi dimostrano come la sensibilità barorecettoriale sia compromessa in molti soggetti cardiopatici e che questa alterazione può determinare un'eccessiva e alterata attività del sistema simpatico che rappresenta un fattore di instabilità nel contesto di un substrato vulnerabile; ad esempio nel post-infarto miocardico acuto la sua valutazione rappresenta un ottimo indice prognostico: i pazienti con marcata riduzione di questa sensibilità hanno una prognosi peggiore caratterizzata da aumentato rischio di fibrillazione ventricolare e di morte. 